# Dermatolepis inermis
Dermatolepis inermis е вид бодлоперка от семейство Serranidae. Видът е почти застрашен от изчезване.

## Разпространение и местообитание
Разпространен е в Американски Вирджински острови, Ангуила, Антигуа и Барбуда, Аруба, Барбадос, Бахамски острови, Белиз, Бермудски острови, Бонер, Бразилия (Алагоас, Баия, Еспирито Санто, Параиба, Пернамбуко, Рио Гранди до Норти, Рио де Жанейро, Сао Пауло, Сеара, Сержипи и Триндади и Мартин Вас), Британски Вирджински острови, Венецуела, Гваделупа, Гватемала, Гвиана, Гренада, Доминика, Доминиканска република, Кайманови острови, Колумбия, Коста Рика, Куба, Кюрасао, Мартиника, Мексико (Веракрус, Кампече, Кинтана Ро, Табаско и Юкатан), Монсерат, Никарагуа, Панама, Пуерто Рико, Саба, САЩ (Алабама, Джорджия, Луизиана, Северна Каролина, Тексас, Флорида и Южна Каролина), Свети Мартин, Сейнт Винсент и Гренадини, Сейнт Китс и Невис, Сейнт Лусия, Сен Естатиус, Синт Мартен, Суринам, Тринидад и Тобаго, Търкс и Кайкос, Френска Гвиана, Хаити, Хондурас и Ямайка.
Обитава крайбрежията на морета, заливи и рифове. Среща се на дълбочина от 3 до 213 m, при температура на водата около 23,7 °C и соленост 36,8 ‰.

## Описание
На дължина достигат до 91 cm, а теглото им е максимум 10000 g.
Популацията на вида е намаляваща.